# Esteban Držislav de Croacia
Esteban Držislav (en croata: Stjepan Držislav, en latín: Dirzislaus) fue Rey de Croacia entre 969 y su muerte alrededor de 997. Era miembro de la dinastía Trpimirović. Gobernó desde Biograd con Godemir como su Ban.

## Biografía

### Primeros años
Esteban Držislav era hijo de rey Miguel Krešimir II y su mujer, la reina Helena de Zadar. Helena actuó como regente del joven rey desde 969 hasta su muerte el 8 de octubre de 976. En la guerra entre el emperador bizantino Basilio II y el zar Samuel de Bulgaria, Esteban Držislav tomó partido por los bizantinos. Después de que Basilio consiguiera defender las ciudades adriáticas frente al emperador búlgaro en 986, las ciudades volvieron a poder croata. No obstante, Samuel invadió Croacia central y conquistó los territorios de Bosnia entre los ríos Drina y Bosna. Durante la guerra, varios primos de Samuel a los que perseguía solicitaron auxilio croata. El rey Držislav acogió a catorce de ellos y los alojó en una residencia cerca de Klis. Según el arzobispo de Split, Martín, en 994 recaudaron dinero para la construcción de la iglesia ortodoxa de San Miguel en Solin.
En un intento por compensar y agradecer a Držislav su apoyo, el emperador romano oriental lo nombró patriarca y exarca de Dalmacia, lo que le daba autoridad formal sobre el Thema de Dalmacia. El emperador bizantino le concedió las insignias reales como gesto de agradecimiento.
Držislav siguió los pasos de sus padres y aseguró su soberanía sobre el Thema de Dalmacia, del que se había adueñado el Imperio bizantino durante el gobierno de Trpimir II. En aquel tiempo, el Thema de Dalmacia incluía las ciudades (aunque no los alrededores) de Krk, Osor, Rab, Zadar, Trogir y Split. Delegó su autoridad en los gobernadores locales (denominados banes).

### Gobierno
La obra del siglo XIII Historia Salonitana de Tomas el Archidiácono informa que Zahumlia (o Chulmie) era parte del Reino de Croacia, antes y después de Esteban Držislav.
En 996, el  dux veneciano Pietro II Orseolo dejó de pagar impuestos de protección al rey croata después de un siglo de paz, renovando viejas hostilidades. Esteban Držislav, junto con los narentinos, reanudó los enfrentamientos marítimos con Venecia, pero con escaso éxito. Envió delegados para reclamar el pago del impuesto, pero el dux se negó a volver a ello y continuó la guerra. Držislav murió poco después, dejando una profunda división interna en el país, lo que fue utilizado por Venecia. Antes del fin de su reinado, Esteban Držislav otorgó el título de «duque» a Svetoslav, su hijo mayor, y lo asoció al poder. Držislav preparaba a Svetoslav para ser sucederlo y es probable que este gobernara conjuntamente con su padre durante los años 990. Los paneles de piedra del altar de una iglesia de Knin del siglo X muestran la siguiente inscripción latina: CLV DUX HROATOR IN TE PUS D IRZISCLV DUCE MAGNU. («Svetoslav, duque de los croatas en el tiempo de Drzislav el Gran Duque» [en latín: dux magnis]).
El gobierno de Držislav fue uno de los más largos de Croacia; abarcó casi tres décadas. Tuvo tres hijos: Svetoslav, Krešimir, y Gojslav; todos ostentaron el título de «rey de Croacia» en las décadas siguientes. Esteban Držislav murió en 997 y sus tres hijos se disputaron el control de Croacia en los años siguientes.